# Kostel svatého Šimona a Judy (Buřenice)
Kostel svatého Šimona a Judy se nachází na okraje návsi obce Buřenice v okrese Pelhřimov. Spadá pod košetickou farnost a od 3. května 1958 je kulturní památkou.

## Historie a popis
Založení kostela se datuje do druhé poloviny 13. století. První písemná zmínka o kostele pochází z roku 1352 a jedná se o údaj z rejstříku papežského desátku. Patronátní právo ke kostelu patřilo rodu Tluksů z Buřenic.
Z původní stavby, u níž byla použita pozdní forma románského půdorysného typu, se zachoval gotický portál. Jedná se o jednolodní stavbu s plochým stropem, východní apsidou, triumfálním obloukem a hranolovou věží, jež byla v době baroka a poté v 19. století upravována. Dnešní podoba pochází z roku 1912.
Na buřenické faře působili ve středověku tito faráři: Mikuláš, Konrád Rubín z Řečice, Duchek, Přibík, Bušek ze Zruče, Jan z Pelhřimova, Mikuláš z Kaliště, Jakub z Buřenic, Zdeslav z Buřenic a Václav z Hořepníku.
Hlavní oltář pochází ze druhé poloviny 16. století. Inventář byl doplněn o obrazy světců z 19. století.